# بلايند فيلي ووكر
بلايند فيلي ووكر (بالإنجليزية: Blind Willie Walker) هو موسيقي وعازف قيثارة أمريكي، ولد في 1896 في كارولاينا الجنوبية في الولايات المتحدة، وتوفي في 4 مارس 1933 في غرينفيل في الولايات المتحدة بسبب زهري.

## وصلات خارجية
- بلايند فيلي ووكر على موقع ميوزك برينز (الإنجليزية)
- بلايند فيلي ووكر على موقع ديسكوغز (الإنجليزية)